# Мощенский сельский совет (Городнянский район)
Мощенский сельский совет (укр. Мощенська сільська рада) — входит в состав
Городнянского района
Черниговской области
Украины.
Административный центр сельского совета находится в 
с. Мощенка
.

## Населённые пункты совета
- с. Мощенка
- с. Гасичевка
- с. Сутоки